# Candle in the Wind
„Candle in the Wind“ je píseň anglického hudebníka Eltona Johna, který ji napsal spolu se svým dlouholetým spolupracovníkem Berniem Taupinem. Vydána byla na jeho sedmém albu Goodbye Yellow Brick Road v roce 1973 (následujícího roku vyšla jako singl). Věnována byla památce herečky Marilyn Monroe, která zemřela jedenáct let předtím. John v roce 1997 nahrál novou verzi písně, již věnoval Princezně Dianě. Coververze písně nahrály například zpěvačky Kate Bush a Sandy Denny.